# Clara 't Roen
Clara 't Roen (? - 1523 of 1524, Aalst) was de eerste vrouw die in de Zuidelijke Nederlanden als lutheraan op de brandstapel terechtgesteld werd.

## Levensloop

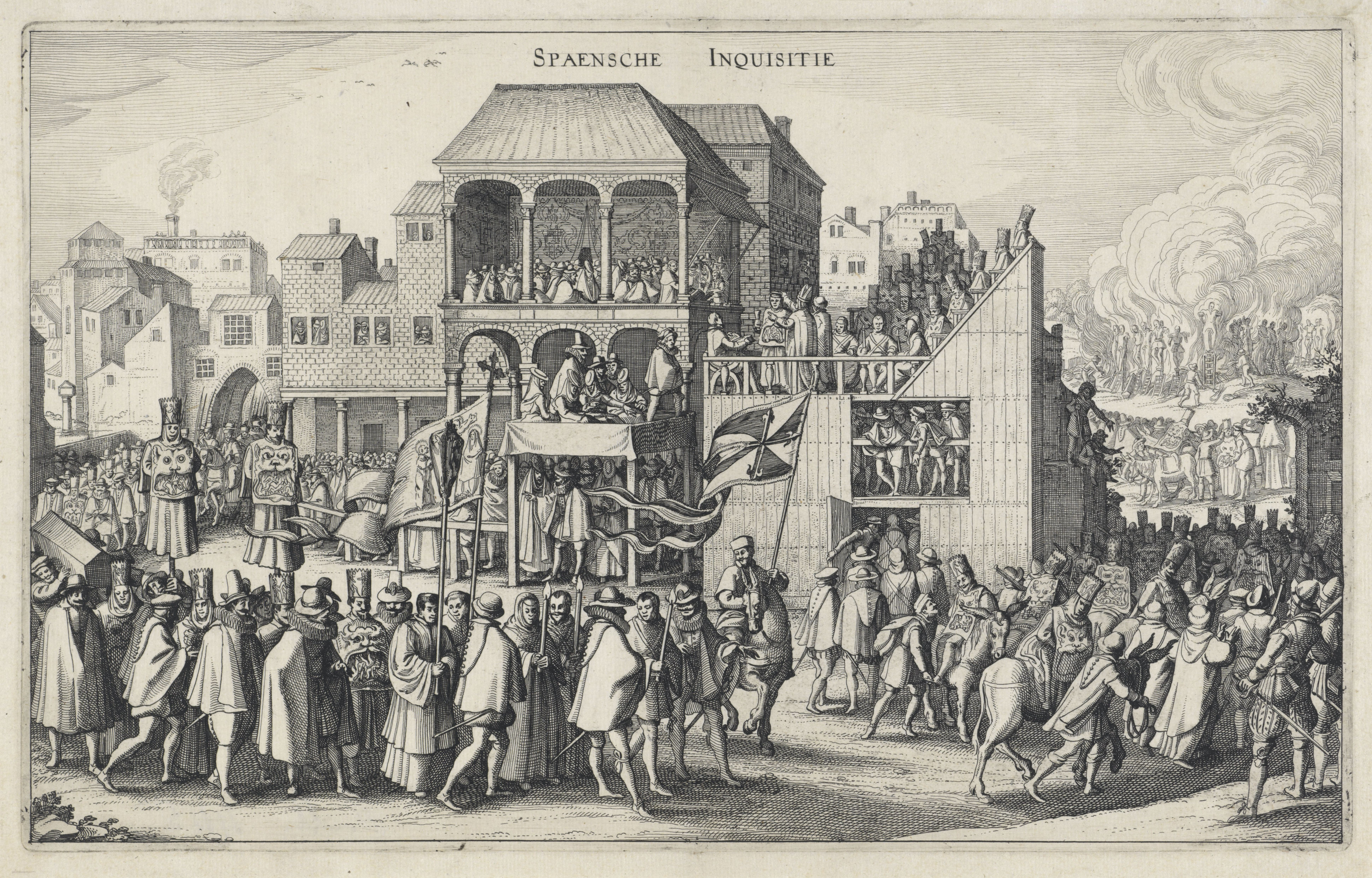
In het jaar 1558 was de Spaanse inquisitie op een hoogtepunt. 't Roen werd zo'n 30 jaar voorheen geëxecuteerd. (voorbeeldillustratie)

Clara 't Roen werd vervolgd wegens haar geloof in het lutheranisme; ze werd bestempeld als ketter. Ze kwam in 1523/4 op de brandstapel terecht, op de Grote Markt te Aalst. Ze was indertijd de eerste lutheraanse vrouw in de Zuidelijke Nederlanden die dat overkwam. De vervolging was in Aalst het hevigst in de jaren 1567-1568.

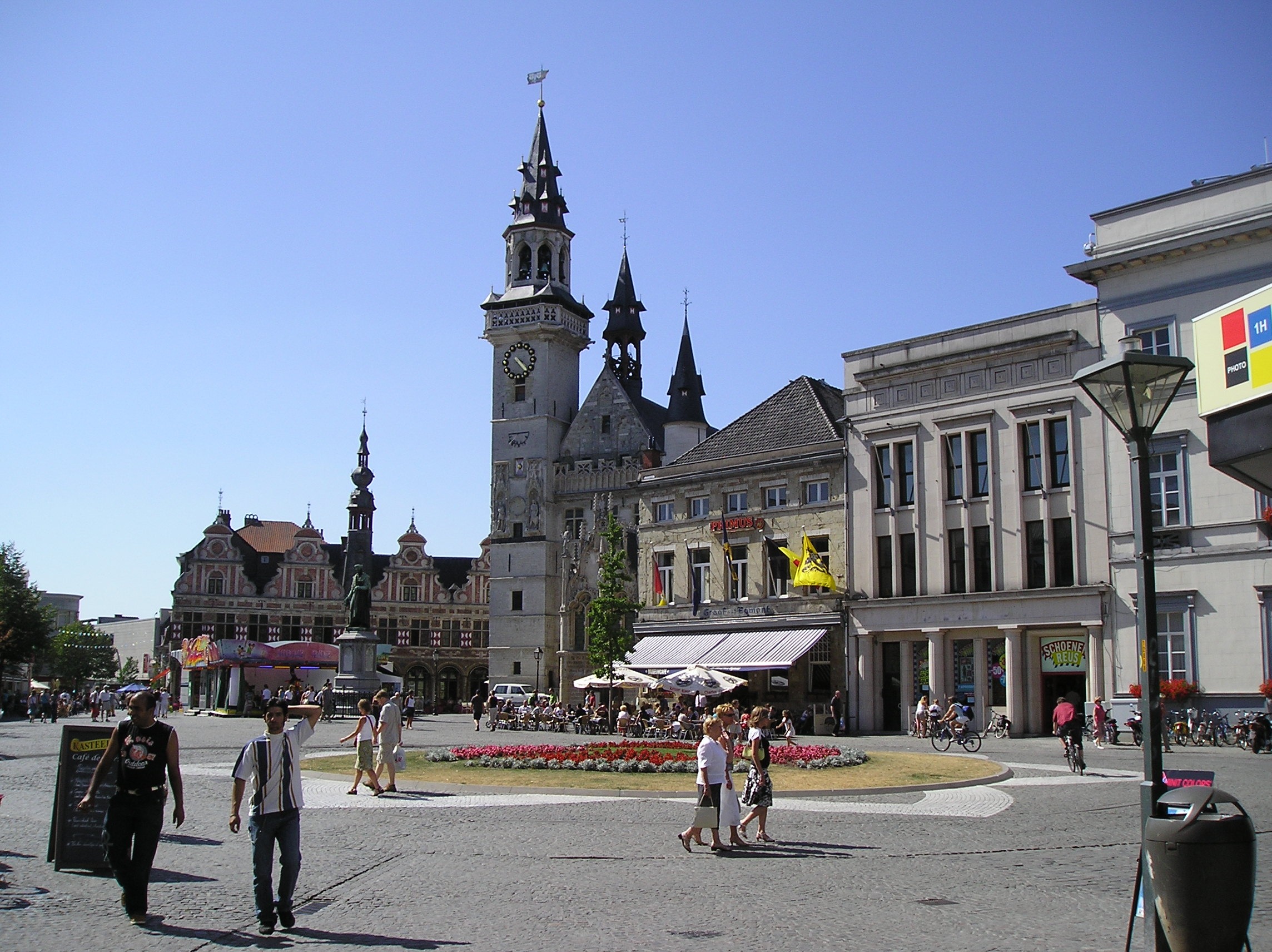
De grote markt van Aalst, de plaats waar Clara 't Roen terechtgesteld werd.

## Eerbetoon en nalatenschap
- Er is een witbier naar haar vernoemd: Clara 't Roen.[8][9][10] Het bier werd toen het populairder werd hernoemd naar Jan De Lichte, ook iemand die terechtgesteld werd op de grote markt van Aalst.
- In 2020 werd door schepen Mia De Brouwer besloten om in Aalst een straat te vernoemen naar Clara 't Roen.[5][11] Jan Louies had daar al sinds 2004 voor geijverd. De straat zal worden aangelegd op onbebouwde grond in de Brakelstraat, nabij de Moorselbaan.[12]

't Roen kan beschouwd worden als een symbool voor het recht op vrije meningsuiting en voor de bestrijding van iedere vorm van fanatisme. Dit was de reden waarom De Brouwer besloot het advies van de Aalsterse erfgoedraad om de straat naar 't Roen te noemen, te volgen.
"Clara kan in deze tijden symbool staan voor het recht op vrije meningsuiting en de strijd tegen fanatisme” - Mia De Brouwer.